# Село Чапаевское (административная единица)
Село́ Чапа́евское (каз. Чапаев ауылы) — административная единица в составе Жаксынского района Акмолинской области Республики Казахстан. Административный центр и единственный населённый пункт — село Чапаевское.
С ноября 2019 года акимом села является Серикбаев Ерлан Ашимович.

## История
По состоянию на 1989 год, существовал Чапаевский сельсовет (село Чапаевское).

## Население
| Численность населения села | Численность населения села | Численность населения села |
| 1989                       | 1999                       | 2009                       |
| -------------------------- | -------------------------- | -------------------------- |
| 984                        | ↘810                       | ↘526                       |

## Состав
| Населённый пункт | Тип населённого пункта       | Население, человек (1989) | Население, человек (1999) | Население, человек (2009) |
| ---------------- | ---------------------------- | ------------------------- | ------------------------- | ------------------------- |
| Чапаевское       | административный центр, село | 984                       | 810                       | 526                       |

## Предприятий
Основным промыселом села является сельское хозяйство. В селе действует 2 хозяйствующих субъекта, из них ТОО «Шункырколь» и крестьянское хозяйство «Даурен». Хорошо развито производство растениеводство и животноводство. По селу трудоспособное население составляет 180 человек, из них работающие 172 человек, самозанятые – 2 человека, студенты 16 человек. Основная часть населения села работает в социальной сфере и в ТОО «Шункырколь». 
В селе работает 3 объекта индивидуального предпринимательства - магазины, которые предоставляют населению широкий ассортимент продуктовых и промышленных товаров.

## Объекты села

### Объекты образования
В сфере образования в селе действует КГУ «Рентабельная средняя школа» на 240 посадочных мест, с русским языком обучения. Количество учащихся 66 (из них дошкольной подготовкой охвачено 6 детей). Преподавательский состав 15 учителей. Имеется детский мини-центр при КГУ «Рентабельная средняя школа» с полным днем пребывания на 25 мест.
В селе имеется 1 библиотека, книжный фонд которой составляет 16732 экземпляров.

### Объекты здравоохранения
В селе имеется медицинский пункт, одна единица мед. работника со средне-специальным образованием, также при медпункте имеется аптечный киоск, ИП «Жансакалова К.К.». Медицинский пункт села обеспечен лекарственными препаратами для экстренной помощи и для лечения отдельной категории граждан.

### Спортивные сооружения
Имеется сельский клуб, где функционирует спортивный комплекс. Также, есть волейбольная, баскетбольная площадка, фойе, тренировочный зал. Тренеровки проводятся по волейболу, теннису, мини футболу, шахматам, шашкам и тогыз кумалак.

## Коммунальные услуги
Газоснабжение села обеспечивается баллонами с сжиженным газом, которые поставляют газоснабжающие организации района.   
Теплоснабжение села объектов производства осуществляют котельная сельхозформирования. Население пользуется печным отоплением на твёрдом топливе.
В селе Чапаевское централизованное водоснабжение. Источником водоснабжения является открытый водоем озера «Шункырколь», водопровод проведен в каждый дом.